# Ångfartygs AB Göteborg-Manchester
Ångfartygs AB Göteborg-Manchester var ett rederi i Göteborg som grundades 1901. Bolaget upphörde 1918 då det förvärvades av Svenska Lloyd.

## Historia
Rederiet bildades 1901 och till verkställande direktör utsågs Knut Dalman. Dess syfte var att överta en linje till Manchester, som hade upparbetats av August Leffler & Son. Manchesterkanalen, som öppnades 1894, medgav att sjögående fartyg kunde anlöpa Manchester som ligger 58 kilometer in i inlandet. 
Det första fartyget inköptes från England och sedan tillkom ytterligare tre fartyg. Rederiet övertog 1903 en linje som dittills hade trafikerats av det engelska bolaget Felber, Juncker & Co mellan Manchester och Göteborg. År 1907 och 1913 tillkom två nybyggda ångare och 1913 öppnades reguljär trafik mellan Östersjöhamnar och Manchester. År 1915 sålde man två äldre ångare och beställde två nybyggen.     
Aktiemajoriteten ägdes från 1915 av Svenska Lloyd och bolaget likviderades helt 1918 och övertogs av Svenska Lloyd. 

## Skeppslista
| Fartyg    | Byggt | Varv       | I tjänst  | Typ           | Dödvikt | Notering                         |
| --------- | ----- | ---------- | --------- | ------------- | ------- | -------------------------------- |
| Helge     | 1877  |            | 1901-1915 | Lastångfartyg | 1750    | F.d. James Groves. Såld 1915     |
| Halfdan   | 1884  |            | 1901-1915 | Lastångfartyg | 1550    | F.d. Highland. Såld 1915         |
| Hogland   |       |            | 1903-     | Lastångfartyg | 1650    |                                  |
| Heimdal   | 1907  | Sunderland | 1907-1915 | Lastångfartyg | 1680    | Övergått 1915 till Svenska Lloyd |
| Orvar     | 1913  | Oskarshamn | 1913-     | Lastångfartyg | 2210    | Övergått 1915 till Svenska Lloyd |
| Andalusia | 1916  | Oskarshamn | 1916-1916 | Lastångfartyg | 2450    | Övergått 1916 till Svenska Lloyd |
| Calabria  | 1916  | Oskarshamn | 1916-1916 | Lastångfartyg | 2210    | Övergått 1916 till Svenska Lloyd |
| Scotia    | 1918  | Lindholmen | 1918-1918 | Lastångfartyg | 3280    | Övergått 1916 till Svenska Lloyd |